# Growshop
Als Growshop (oder Grow Shop) werden Ladengeschäfte bezeichnet, die Zubehör zur Aufzucht und zum Anbau von verschiedenen Cannabis und anderen Pflanzen verkaufen.
Zum Angebot dieser Shops zählen je nach Land und Gesetzeslage u. a. spezielle Lampen, Dünger, Samen oder Stecklinge verschiedener Cannabissorten, aber auch Bücher über Cannabisanbau oder Fachzeitschriften.
In Deutschland gibt es mehrere Hundert Growshops, die jedoch keine Samen oder Stecklinge verkaufen dürfen. Die benötigten Samen werden in der Regel bei einem der zahlreichen Online-Samenhändler bestellt, die auch nach Deutschland liefern, oder aber illegal aus anderen Ländern eingeführt, da Cannabissamen in allen europäischen Ländern mit Ausnahme von Deutschland legal sind. Auch darf in Deutschland keinerlei Beratung zum Anbau von Cannabis in Growshops stattfinden.
Beispiel Growshop in Bayern